# Gare de Seraing
La gare de Seraing est une halte ferroviaire belge de la ligne 125A, de Liège à Flémalle-Haute, située à Seraing en province de Liège.
Elle est mise en service en 1851 par la Société des chemins de fer de Namur à Liège et de Mons à Manage avec leurs extensions, qui devint la Compagnie du Nord - Belge en 1854.
C’est un point d’arrêt non géré de la Société nationale des chemins de fer belges (SNCB), desservi par des trains Suburbains (S42 et S44).

## Situation ferroviaire
Établie au point kilométrique (PK) 6,5 de la ligne 125A, de Y Aguesses à Flémalle-Haute, la gare de Seraing se situe entre les gares ouvertes d'Ougrée et de Flémalle-Haute.

## Histoire
La Société des chemins de fer de Namur à Liège et de Mons à Manage avec leurs extensions met en service un arrêt à Ougrée le 15 avril 1851 sur la ligne de Liège (Longdoz) à Flémalle-Haute. Très rapidement, cette compagnie qui construit pourtant un réseau idéalement implanté se trouve en difficulté et remet à bail son réseau à la compagnie, française, des Chemins de fer du Nord. Les concessions ferroviaires remises à bail aux Chemins de fer du Nord deviennent la Compagnie du Nord - Belge en 1854.
La Compagnie du Nord - Belge, dont la concession était sur le point d’arriver à terme, est nationalisée en 1940. À partir de ce moment-là, la SNCB exploite la ligne. En raison du déclin du trafic, la SNCB ferme aux voyageurs l’ensemble des gares de la ligne 125A le 6 juin 1984.
La ligne reste ouverte au transport des marchandises et, dans le cadre du projet de RER liégeois, la SNCB accepte[Quand ?] de rouvrir les gares d'Ougrée et de Seraing et de créer une desserte par la ligne 125A. La nouvelle gare d'Ougrée est inaugurée le 10 juin 2018.

## Service des voyageurs

### Accueil
Halte SNCB, c’est un point d’arrêt non géré (PANG) à accès libre.

### Desserte

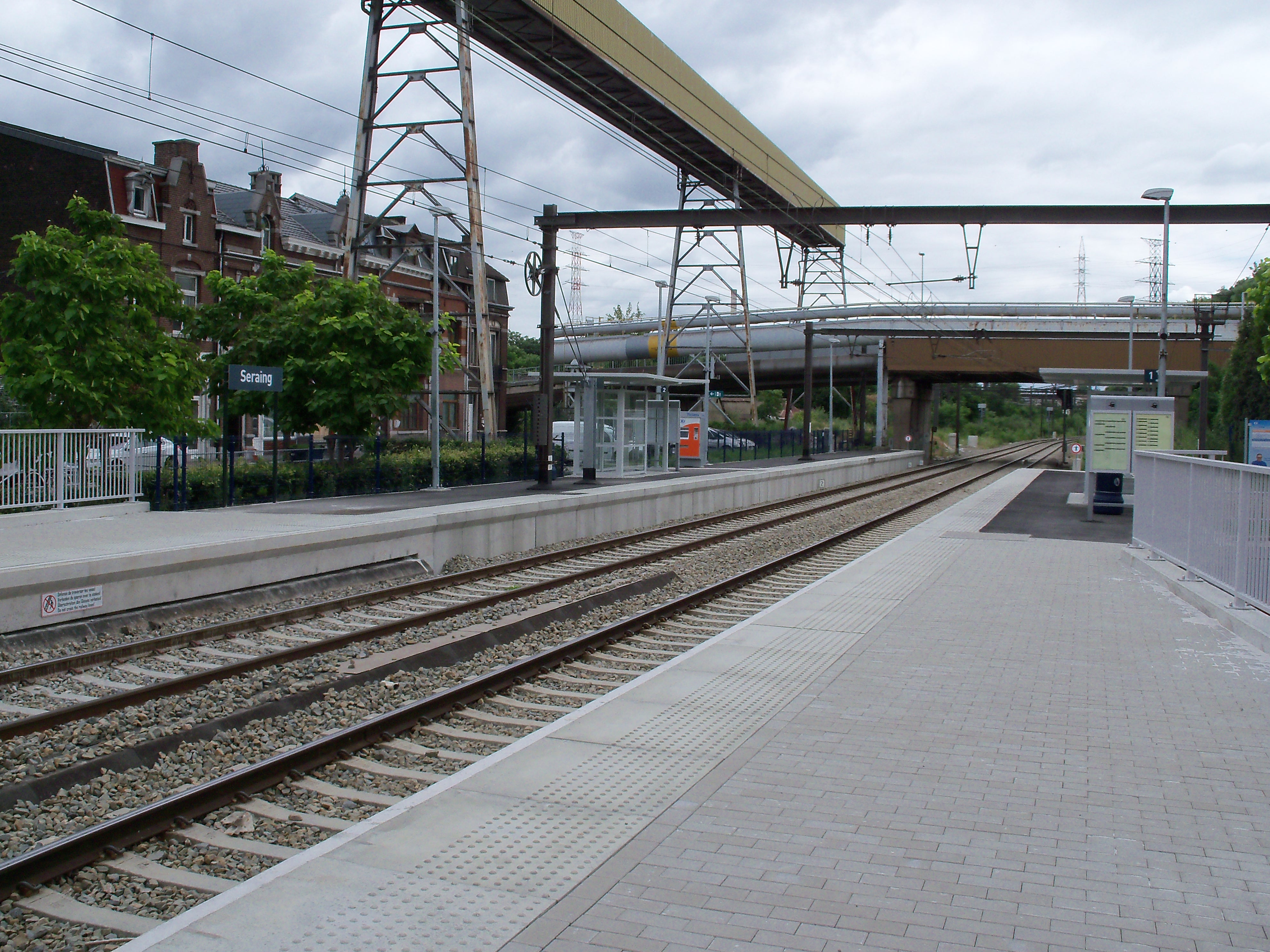
Quais de la halte.

Seraing est desservie par des trains Suburbains (S42) circulant sur les lignes commerciales 34 et 125.
Les trains S42 relient Liers à Flémalle-Haute via Liège-Guillemins au rythme de deux chaque heure ; un par heure les week-ends et jours fériés

## Comptage voyageurs
Ce graphique et tableau montre le nombre de voyageurs embarquant en moyenne durant la semaine, le samedi et le dimanche.
| Nombre de passagers qui embarquent à la gare de Seraing | Nombre de passagers qui embarquent à la gare de Seraing | Nombre de passagers qui embarquent à la gare de Seraing | Nombre de passagers qui embarquent à la gare de Seraing |
|                                                         | Semaine                                                 | Samedi                                                  | Dimanche                                                |
| ------------------------------------------------------- | ------------------------------------------------------- | ------------------------------------------------------- | ------------------------------------------------------- |
| 2018                                                    | 234                                                     | 55                                                      | 32                                                      |
| 2019                                                    | 294                                                     | 89                                                      | 77                                                      |
| 2020                                                    | 220                                                     | 65                                                      | 44                                                      |
| 2021                                                    | -                                                       | -                                                       | -                                                       |
| 2022                                                    | 483                                                     | 87                                                      | 73                                                      |
| 2023                                                    | 518                                                     | 77                                                      | 56                                                      |
| 2024                                                    | 539                                                     | 80                                                      | 64                                                      |